# Lopezia ovata
Lopezia ovata är en dunörtsväxtart som först beskrevs av Plitmann, Raven och Breedlove, och fick sitt nu gällande namn av Plitmann, Raven och Breedlove. Lopezia ovata ingår i släktet enmansblommor, och familjen dunörtsväxter. Inga underarter finns listade i Catalogue of Life.